# 脉动

脉动在中国大陆的标志

脉动（英語：Mizone）是一种非碳酸性软饮，属于法国达能集团旗下产品。
脉动将自己定位为“维生素饮料”，倾向于补水和补充维生素，主打普通年轻人市场，但也有添加牛磺酸，定位更偏向能量饮料的品类。

## 历史
脉动最早来自于Frucor（澳大利亚能量饮料的领导者和新西兰第二大从事非酒精饮料业务的公司）旗下的一款名为“Mizone”的饮料，2003年，该公司被达能收购，“Mizone”饮料被交给了当时已成为达能子公司的乐百氏，并以“脉动”的中文名进入中国市场。2016年，乐百氏被达能出售后，脉动饮料在中国的销售业务回到了达能手中。

## 其他
脉动在泰国、菲律宾等地区取名为“B'lue”。